# Condroz
|  | Per a altres significats, vegeu «Comtat de Condroz». |

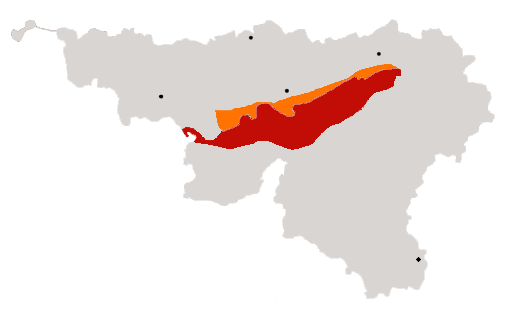
Mapa del Condroz
Color taronja: les Ardenes condrusines
Vermell: el Condroz
Gris: resta de Valònia

El Condroz és una regió natural de Valònia (Bèlgica), que s'estén per les províncies de Lieja, Namur i Hainaut. I també en una petita zona de la província de Luxemburg. El seu nom prové del poble belgae dels condruses.

## Geografia

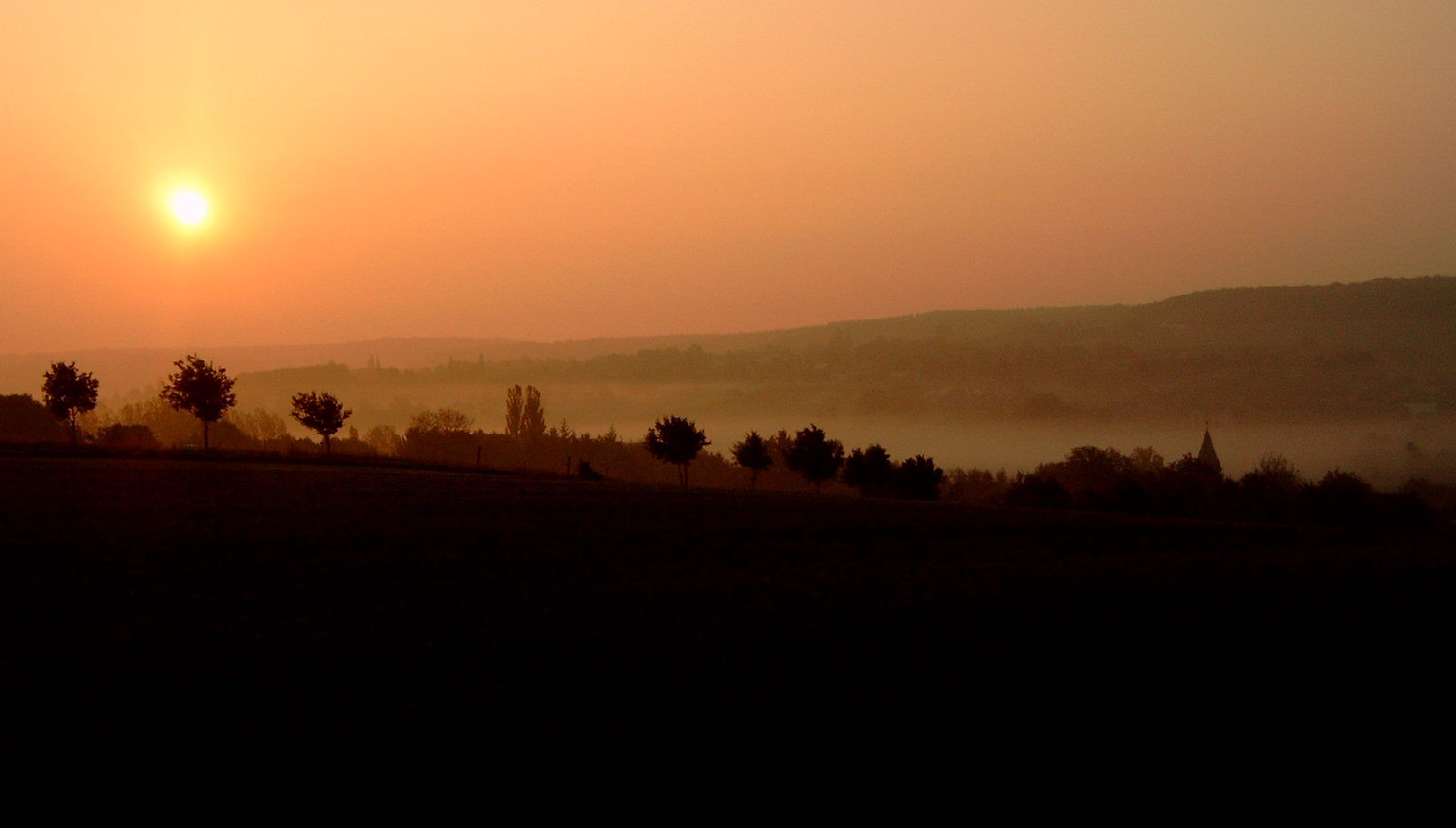
La vall de Buzet (Floreffe), al Condroz.

Geològicament, el Condroz va formar-se durant un plegament varisc, quan les capes de terres al·luvials horitzontals -l'argila i la sorra- del cambrià i del silurià Devonià es van empènyer cap amunt des del sud i es van trobar l'una al costat de l'altra fins que es van superposar. Més tard, per l'erosió, van formar-s'hi crestes sorrenques boscoses i valls fèrtils.
És una regió poc poblada, amb turons suaus d'una alçària de dos-cents a tres-cents metres sobre el nivell del mar. Al segle xix, una franja llarga i estreta d'uns sis quilòmetres d'amplada i d'una alçada mitjana de 260 metres, al límit de les valls del Mosa i del Sambre, va ser desforestada d'avets per utilitzar-ne la fusta a les mines de carbó. Per l'aspecte que li va quedar al seu paisatge, aquesta zona ha rebut el nom d'Ardenes condrusines. La resta va mantenir el seu aspecte original: pastures i terres de conreu a les valls -en való, chavée o xhavée-, amb petits boscos a les crestes.
Tota la comarca desguassa a la conca del Mosa. Els rius principals són l'Hoyoux, el Burnot, el Biesme, el Molignée, el Samson, el Magrée i el Bocq. El Condroz limita al nord amb Haspengouw, al nord-est amb el país d'Herve, a l'est amb les Ardenes i al sud amb la Fagne-Famenne.

## Història
El primers habitants coneguts pel seu nom són els condruses, un subgrup cèltic dels eburons. Juli Cèsar colonitzà la zona i la integrà en la Gàl·lia romana. Administrativament, es trobava a cavall entre la Civitas Tungrorum (Tongeren) i la Civitas Remorum (Reims). Des del segle iv, les invasions des de Germània van intensificar-se i, finalment, el Condroz va esdevenir territori franc. Els francs van dividir-la en quatre comtats: el comtat d'Huy, el comtat de Clermont (ambdós van passar més tard al principat de Lieja), el comtat de Lomme (que passà al comtat de Namur) i el comtat de Durbuy (conquistat pel ducat de Luxemburg).
Durant tota l'edat mitjana, el bisbe de Lieja va mantenir la jurisdicció eclesiàstica sobre unes terres on el poder polític era en mans dels seus rivals seculars de Luxemburg i Namur, una "cohabitació" que esdevindria font de conflictes permanents. De fet, es van lliurar moltes batalles entre els prínceps bisbes de Lieja i els seus veïns, la més coneguda de les quals és la Guerra de la Vaca (1275-1278). Al segle xv, la major part del Condroz va passar als Països Baixos borgonyons, tret dels comtats d'Huy i de Clermont.
Felip II de Castella va resoldre aquest problema fent crear pel papa Pau IV el nou bisbat de Namur, el 12 de maig del 1559, en plena Contrareforma. D'aquesta manera va eliminar una jurisdicció eclesiàstica en mans d'un príncep bisbe hostil a l'Imperi Espanyol.
El 1794, els ocupants francesos van integrar la part occidental al departament de Jemappes, la part central al departament del Sambre i el Mosa i la part oriental al departament de l'Ourte, i encara alguns pobles meridionals al departament de les Ardenes. Tret d'un canvi de nom dels departaments en províncies sota el rei Guillem I dels Països Baixos, les subdivisions administratives no van canviar gaire fins a la fusió dels municipis belgues, el 1977.

## Literatura
Gaston Compère (1924-2008), escriptor i filòleg; destaca per les seves descripcions del paisatge condrusí.

## Els municipis del Condroz

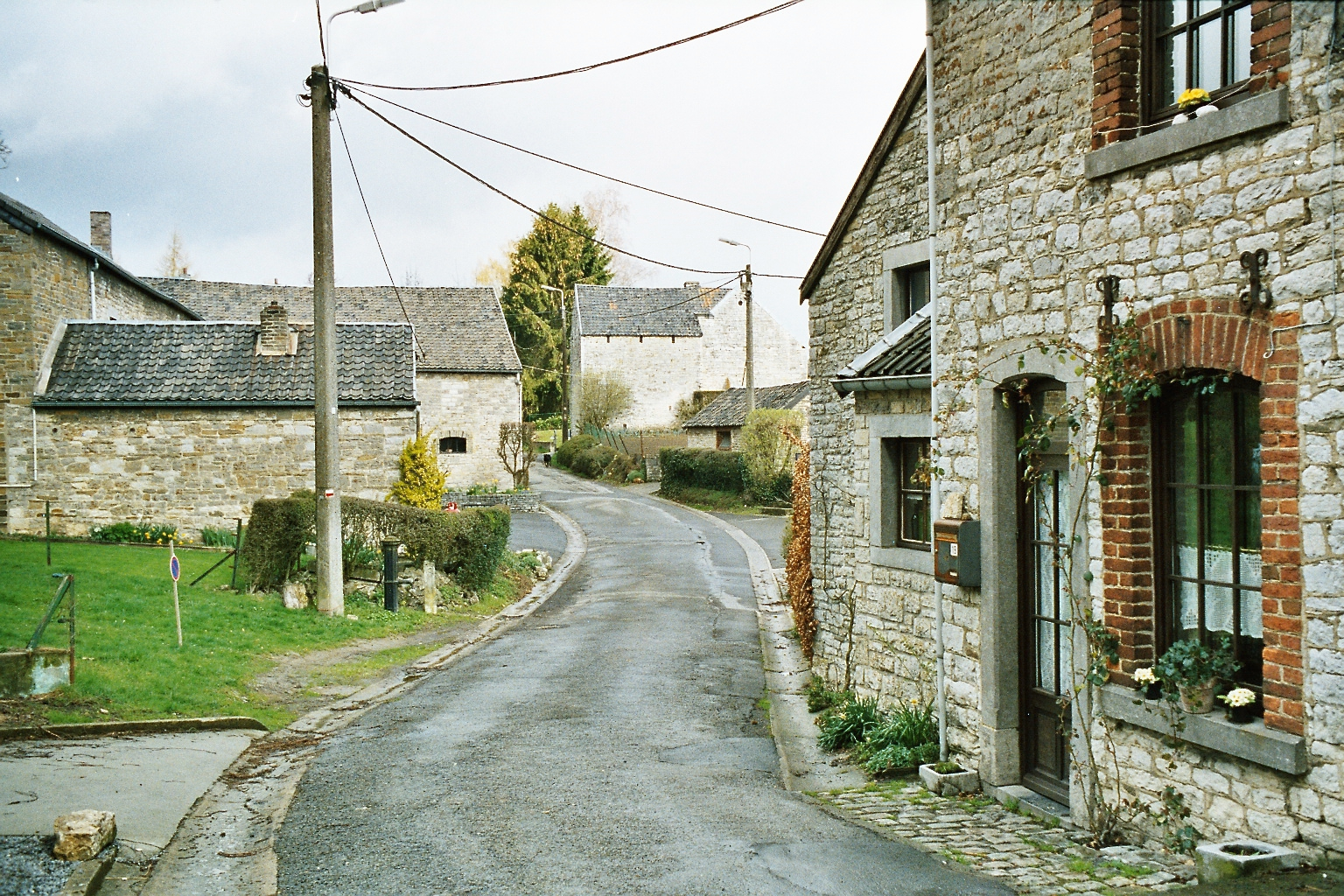
Cases típiques a Berleur, al municipi d'Anthisnes.

| A la província de Namur - Anhée - Andenne (parcialment) - Assesse - Ciney - Dinant - Florennes - Floreffe (parcialment) - Fosses-la-Ville - Gesves - Hamois - Hastière (tret d'Heer i Agimont) - Havelange (Verlée) - Houyet (parcialment) - Mettet - Namur (parcialment) - Ohey - Onhaye - Philippeville (parcialment) - Profondeville - Sambreville (parcialment) - Somme-Leuze - Walcourt (parcialment) - Yvoir | A la província de Lieja - Anthisnes - Aywaille (parcialment) - Clavier - Comblain-au-Pont - Esneux - Ivoz-Ramet i Ramioul, parts de Flémalle - Huy (parcialment) - Marchin - Modave - Nandrin - Neupré - Ouffet - Boncelles, part de Seraing - Sprimont - Tinlot - Xhoris (Ferrières), només la part septentrional | A la província d'Hainaut - Aiseau-Presles (parcialment) - Châtelet (parcialment) - Beaumont (parcialment) - Gerpinnes - Ham-sur-Heure-Nalinnes (parcialment) |